# Пістол-Рівер (Орегон)
Пістол-Рівер (англ. Pistol River) — переписна місцевість (CDP) в США, в окрузі Каррі штату Орегон. Населення — 89 осіб (2020).

## Географія
Пістол-Рівер розташований за координатами 42°17′16″ пн. ш. 124°23′56″ зх. д. / 42.28778° пн. ш. 124.39889° зх. д. (42.287853, -124.398775).  За даними Бюро перепису населення США в 2010 році переписна місцевість мала площу 1,53 км², з яких 1,53 км² — суходіл та 0,00 км² — водойми.

## Демографія
Згідно з переписом 2010 року, у переписній місцевості мешкали 84 особи в 37 домогосподарствах у складі 26 родин. Густота населення становила 55 осіб/км².  Було 47 помешкань (31/км²).
Расовий склад населення:
| - 98,8 % — білих |

До двох чи більше рас належало 1,2 %. Частка іспаномовних становила 0,0 % від усіх жителів.
За віковим діапазоном населення розподілялося таким чином: 17,9 % — особи молодші 18 років, 52,3 % — особи у віці 18—64 років, 29,8 % — особи у віці 65 років та старші. Медіана віку мешканця становила 60,0 року. На 100 осіб жіночої статі у переписній місцевості припадало 100,0 чоловіків;  на 100 жінок у віці від 18 років та старших — 86,5 чоловіків також старших 18 років.
Цивільне працевлаштоване населення становило 69 осіб. Основні галузі зайнятості: мистецтво, розваги та відпочинок — 20,3 %.